# Bryobia perinsignis
Bryobia perinsignis är en spindeldjursart som beskrevs av Eyndhoven och Vacante 1985. Bryobia perinsignis ingår i släktet Bryobia och familjen Tetranychidae. Inga underarter finns listade.